# Sinfonietta de Bax
Pour les articles homonymes, voir Sinfonietta.
La Sinfonietta est une œuvre orchestrale du compositeur britannique Arnold Bax écrite en 1932.

## Contexte et création
Arnold Bax écrit cette œuvre en un mouvement et trois sections en mai 1932 et l'a d'abord appelée « Symphonic Phantasy »,. Cependant, il ne la propose pas à l'exécution,. Plus tard, il la désigne comme sa Sinfonietta et elle est répertoriée comme telle dans son catalogue d'œuvres,. Sa première interprétation a eu lieu dans le cadre des programmes du centenaire du compositeur par la BBC, au cours desquels un certain nombre de reprises et de premières interprétations ont été données,.
Bien qu'elle n'atteigne pas l'ampleur de ses symphonies, cette œuvre a une personnalité particulière et on y retrouve la plupart des empreintes les plus caractéristiques d'Arnold Bax,. Par sa variété et ses textures orchestrales colorées et changeantes, elle nous absorbe rapidement dans les humeurs variées et soudainement changeantes du compositeur,.

## Structure
L'œuvre est en un mouvement mais contient trois sections distinctes :
1. Molto moderato - Allegro
2. Tempo primo
3. Allegro

## Analyse
La musique joue continuellement, le thème d'ouverture agissant comme une sorte de devise, revenant dans la section centrale, tandis que le passage rapide dramatique qui suit contient les germes des idées utilisées dans la section finale,. Le dernier mouvement reflète l'extrémité du spectre émotionnel d'Arnold Bax, mettant en relief les sections antérieures plus sombres et réfléchies, bien qu'occasionnellement la musique commence à glisser vers une humeur plus morose,. Rapidement, le tout se transforme en une musique rapide marquée par la gaieté avant le climax triomphal avec lequel l'œuvre se termine,.